# Selección de fútbol americano de los Países Bajos
Los leones neerlandeses son la selección neerlandesa de fútbol americano. El equipo representa a los Países Bajos en la competencia internacional y está compuesto en su totalidad por jugadores nacionales neerlandeses, que por lo general, pero no exclusivamente, juegan en las competencias AFBN y GFL.

## Historia
Los Leones compitieron internacionalmente por primera vez en 1986. Después de no progresar más allá de la primera ronda de clasificación en 1987 (en Finlandia) y 1989 (en Alemania), lograron un tercer puesto en el Campeonato de Europa de 1991 en Finlandia. Sin embargo, después de no clasificarse para el torneo en 1993, combinado con la agitación en casa dentro de los órganos rectores holandeses, la selección holandesa se enfrentaría a una larga ausencia de la competencia internacional.
Nueve años después de su encarnación anterior, los holandeses regresaron a la escena internacional del fútbol americano en 2002 bajo el nombre de Dutch Lions, terminando quinto en el Campeonato Europeo del Grupo EFAF C 2003 en Dinamarca después de perder ante Rusia e Italia. Dos derrotas más, esta vez ante Suiza y Noruega en el Campeonato Europeo del Grupo EFAF C 2007, llevaron a otro quinto puesto. Cinco años después, con el nuevo entrenador en jefe Winston Ronde, los Lions mejoraron esos resultados al terminar tercero en el Campeonato del Grupo EFAF C 2012, esta vez en Austria, con una derrota cercana a Serbia y una victoria sobre Rusia.
En 2013 y 2014, los Leones jugaron una serie de partidos de práctica contra Polonia, Bélgica, República Checa y Cataluña, perdiendo solo el partido contra República Checa en Praga. En 2015, el entrenador Winston Ronde renunció y fue reemplazado por Reyhan Agaoglu. Después de una derrota fuera de casa en un juego de práctica contra Suiza, los Leones neerlandeses lograron clasificar para el Torneo Clasificatorio del Campeonato de Europa de 2016 al derrotar a sus rivales Bélgica en Waalwijk.
Los Leones recibieron a Irlanda en su primer partido de práctica internacional, nuevamente en Waalwijk, en 2016 como preparación para el próximo torneo en el Reino Unido. Los Lions estaban cómodamente por delante 20-0 cuando el juego fue abandonado a principios del tercer cuarto debido a un rayo.
En septiembre de 2016, los Leones neerlandeses viajaron a Worcester, Reino Unido, para competir en el torneo clasificatorio para el Campeonato de Europa 2018. A pesar de liderar 13-0 en el medio tiempo, una lesión del mariscal de campo Richard Bouthoorn contribuyó a una desgarradora derrota por 20-13 en la semifinal, poniendo fin a los sueños de competir en la final de 2018. Países Bajos se recuperó en el juego por la medalla de bronce al derrotar a Rusia 17-6. Los Leones terminaron la temporada 2016 eligiendo un equipo improvisado para enfrentar a Polonia en Lublin en un juego de exhibición, perdiendo por completo 42-14.
En agosto de 2017, la Federación Belga de Fútbol Americano reveló que American Football Bond Nederland había tomado la decisión de suspender el programa de los Leones Holandeses hasta 2018. Después de la renuncia del entrenador en jefe Reyhan Agaoglu, la federación planeaba anunciar un nuevo director. entrenador después del verano de 2017. Los Leones holandeses nunca se han clasificado para la Copa Mundial de Fútbol Americano.

## Jugadores

### Equipo actual (2016)
| Mariscal de campo - 5 Richard Bouthoorn (Alphen Eagles) - 2 Sven Janssen (Amsterdam Panthers) Running backs - 46 Sean Richard (Amsterdam Crusaders) - 26 Kevin Wesseling (010 Trojans) - 20 Miquel Castelen (Amsterdam Crusaders) - 18 Rody Vink (Lightning Leiden) Wide Receivers - 1 Ananias Semedo (Amsterdam Crusaders) - 7 Revilinho Graanoogst (Amsterdam Crusaders) - 9 Ashneal Werlemann (Amsterdam Crusaders) - 11 Dylan van Gerhardt (Amsterdam Crusaders) - 86 Jasper van Dooren (London Blitz) - 87 Tom van Duijn (Braunschweig Lions) Ofensivos - 51 Samuel Verweij (Zurich Renegades) - 55 Kenny Verlaan (010 Trojans) - 60 Joey Odijk (Arnhem Falcons) - 61 Stefan Meertens (Amsterdam Crusaders) - 62 Ryan Kreijne (Amsterdam Crusaders) - 70 Errol Zeefuik (Alphen Eagles) - 77 Ishmar Reiph (Alphen Eagles) - 78 Barry De Boer (Amsterdam Crusaders) | Defensivos - 43 Ricky Tjong-A-Tjoe (San Diego Chargers) - 49 Christiaan Van Den Bosch (Hilversum Hurricanes) - 54 Kevin Bourne (Amsterdam Crusaders) - 79 Dennis Nijmeijer (Amersfoort Untouchables) - 88 Peter Van Vliet (Alphen Eagles) - 91 Semmie Gyasi-Radji (Lübeck Cougars) - 92 Nick Meijers (Troisdorf Jets) - 96 Shaquille Peters (Amsterdam Crusaders) - 98 Axel Kootstra (North Greenville University) - 99 Kevin Verlaan (010 Trojans) Linebackers - 4 Kaspar Bongaerts(Troisdorf Jets) - 19 Bas Berkhout(Nijmegen Pirates) - 33 Dijohn Ronde (Amsterdam Crusaders) - 42 Lennard Harris(Arnhem Falcons) - 47 Idemar Benedicas (Alphen Eagles) - 53 Bram van Adrichem (010 Trojans) - 56 Rajiv Hooi(Amsterdam Crusaders) Defensive Backs - 6 Dennis de Wit (Hilversum Hurricanes) - 10 Calvin Dey (Amsterdam Crusaders) - 21 Nicky Bakker (Amsterdam Crusaders) - 24 Chebio Tower (Alphen Eagles) - 29 Stephan Van Der Veen (Alphen Eagles) - 32 Jose Van Oosten (London Blitz) - 38 Daniël Vreugdenhil (Berlin Bears) |

### Cuerpo técnico (2016)
| Posición                          | Nombre                |
| Entrenador                        | Reyhan Agaoglu        |
| Entrenador de mariscales de campo | Pepijn Mendonca       |
| Entrenador de receptores          | Carel Aijelts Averink |
| Entrenador de línea ofensiva      | Pascal Matla          |
| Entrenador de Running Backs       | Orlando Mercelina     |
| Entrenador de línea defensiva     | Michel Strom          |
| Entrenador de espaldas defensivas | Robbie Hiensch        |
| Coordinador de equipos especiales | Steve Sheppard        |

### Personal de apoyo (2016)
| Posición            | Nombre             |
| Gerente general     | Claudio Bartolozzi |
| Director del equipo | Dave Sahalessi     |
| Gerente de equipo   | Dennis Hemelrijk   |
| Gerente de equipo   | Yelmar Opstal      |
| Entrenador          | Jip Regtop         |
| Entrenador          | Mailys Petrini     |
| Entrenador          | Danny Gips         |
| Equipo de video     | Kay Constandse     |
| Equipo de video     | Nienke Kers        |

## Resultados
| Fecha                    | Oponente        | Lugar                     | Resultado | Competencia                                                         | Resultado |
| ------------------------ | --------------- | ------------------------- | --------- | ------------------------------------------------------------------- | --------- |
| 2 de noviembre de 1986   | Gran Bretaña    | Birmingham, Reino Unido   | 6–9       | Clasificatorio para el Campeonato de Europa de Fútbol Americano     | Perdió    |
| 16 de noviembre de 1986  | Gran Bretaña    | Soesterberg, Países Bajos | 5-24      | Clasificatorio para el Campeonato de Europa de Fútbol Americano     | Perdió    |
| 16 de agosto de 1991     | Gran Bretaña    | Finlandia                 | 3-49      | Semifinal del Campeonato de Europa de Fútbol Americano              | Perdió    |
| 1991                     | Francia         | Finlandia                 | 17-12     | 3°en el Campeonato de Europa de Fútbol Americano                    | Ganó      |
| 29 de octubre de 2002    | GERManiacs      | La Haya, Países Bajos     | 19-18     | Partido de exhibición                                               | Ganó      |
| 29 de julio de 2003      | Rusia           | Dinamarca                 | 10-28     | Campeonato de Grupo EFAF C                                          | Perdió    |
| 31 de julio de 2003      | Italia          | Dinamarca                 | 21–63     | Campeonato de Grupo EFAF C                                          | Perdió    |
| 14 de agosto de 2007     | Suiza           | Austria                   | 08–40     | Campeonato de Grupo EFAF C                                          | Perdió    |
| 16 de agosto de 2007     | Noruega         | Austria                   | 00-27     | Campeonato de Grupo EFAF C                                          | Perdió    |
| 15 de septiembre de 2012 | Serbia          | San Galo, Suiza           | 14-21     | Campeonato de Grupo EFAF C                                          | Perdió    |
| 17 de septiembre de 2012 | Rusia           | Hohenems, Austria         | 17-15     | Campeonato de Grupo EFAF C                                          | Ganó      |
| 14 de septiembre de 2013 | Polonia         | Varsovia, Polonia         | 37-14     | Partido de exhibición                                               | Ganó      |
| 19 de julio de 2014      | Bélgica         | Ostende, Bélgica          | 38-13     | Partido de exhibición                                               | Ganó      |
| 6 de septiembre de 2014  | República Checa | Praga, República Checa    | 6-12      | Partido de exhibición                                               | Perdió    |
| 18 de octubre de 2014    | Cataluña        | Gerona, España            | 36-26     | Partido de exhibición                                               | Ganó      |
| 19 de septiembre de 2015 | Suiza           | Thun, Suiza               | 0-12      | Partido de exhibición                                               | Perdió    |
| 24 de octubre de 2015    | Bélgica         | Waalwijk, Países Bajos    | 17-3      | Partido de clasificación del grupo B de la IFAF                     | Ganó      |
| 27 de agosto de 2016     | Irlanda         | Waalwijk, Países Bajos    | 20-0      | Partido de exhibición                                               | Ganó      |
| 16 de septiembre de 2016 | República Checa | Worcester, Reino Unido    | 13-20     | Semifinal del Torneo de Clasificación de la Euro IFAF               | Perdió    |
| 18 de septiembre de 2016 | Rusia           | Worcester, Reino Unido    | 17–6      | Partido por el tercer puesto del torneo clasificatorio europeo IFAF | Ganó      |
| 8 de octubre de 2016     | Polonia         | Lublin, Polonia           | 42-14     | Partido de exhibición                                               | Perdió    |
| 10 de noviembre de 2018  | Bélgica         | Beringen, Bélgica         | 14–7      | Partido de exhibición                                               | Perdió    |